# Egor Babaev
Egor Babaev (San Petersburgo, 8 de julio de 1973) es un físico sueco nacido en Rusia.

## Biografía
En 2001 obtuvo su doctoró en física teórica por la Universidad de Upsala. En 2006 se incorporó al cuerpo docente del Real Instituto de Tecnología de Estocolmo. Entre 2007 y 2013 compartió este puesto con un nombramiento docente en el Departamento de Física de la Universidad de Massachusetts Amherst en Estados Unidos. Actualmente es profesor titular en el Departamento de Física del Real Instituto de Tecnología.
Recibió múltiples premios en reconocimiento a su investigación sobre superconductividad y superfluidez. Sus resultados, obtenidos con varios colaboradores y estudiantes, incluyen una teoría de nuevos tipos de estados superconductores en sistemas multicomponentes: superconductividad tipo 1.5, teoría de superfluidos metálicos y superconductores y emparejamiento entre componentes inducido por fluctuaciones térmicas en sistemas multicomponentes, predicción, a menudo denominada hipótesis de Babaev-Faddeev-Niemi de excitaciones no convencionales en estado superconductor: solitones anudados también denominados como Hopfions.
Participa activamente en la comunicación científica al público en general. Actualmente se desempeña como coorganizador y presidente del comité de selección de la Conferencia Distinguida Lise Meitner, la conferencia para audiencia general que se lleva a cabo anualmente en el Centro Universitario AlbaNova en Estocolmo. Fue coautor del libro de texto sobre la teoría moderna de la superfluidez con Boris Svistunov y Nikolay Prokof'ev.
En 2021, junto a sus colaboradores publicaron evidencia de un "metal cuártico", una fase exótica de materia de baja temperatura que exhibe la ruptura de la simetría de inversión del tiempo.

## Premios y honores
Obtuvo el Premio Göran Gustafsson de Física de la Real Academia Sueca de Ciencias "Por una investigación teórica original que ya ha mostrado nuevas formas de comprender sistemas y procesos complejos en la física de materiales".
Es miembro de la Sociedad Estadounidense de Física "Por contribuciones pioneras a la teoría de superconductores y superfluidos multicomponentes". Recibió el Premio Tage Erlander de Física de la Real Academia de las Ciencias de Suecia "Por un trabajo teórico innovador que predice nuevos estados de la materia en forma de fluidos cuánticos con propiedades novedosas".